# Friesea cauchoisi
Friesea cauchoisi is een springstaartensoort uit de familie van de Neanuridae. De wetenschappelijke naam van de soort is voor het eerst geldig gepubliceerd in 1951 door Delamare.